# Karl Heinz Hey
Karl Heinz Hey (* 8. März 1924 in Mühlhausen/Thüringen) ist ein ehemaliger deutscher Radrennfahrer.

## Sportliche Laufbahn
Hey gehörte zu den ersten Radrennfahrern, die 1950 in die neu gebildete Nationalmannschaft der DDR für Straßenradsportler berufen wurden. Er war 1949 Zweiter der Ostzonen-Rundfahrt hinter dem Sieger Max Bartoskiewicz sowie in der Harzrundfahrt geworden. 1950 kam er als Dritter der Harzrundfahrt hinter dem Sieger Erich Schulz ins Ziel. 1950 wurde er mit seinem Verein Vize-Meister bei den DDR-Bahnmeisterschaften in der Mannschaftsverfolgung. 1950 war er für die erste Mannschaft aus der DDR, die an der Internationalen Friedensfahrt teilnahm nominiert, bei der er den 45. Platz belegte.